# مايك سيدل
مايك سيدل (بالإنجليزية: Mike Seidel)‏ هو مذيع طقس أمريكي، ولد في 18 يناير 1956 في سالزبوري في الولايات المتحدة.